# Stishovita

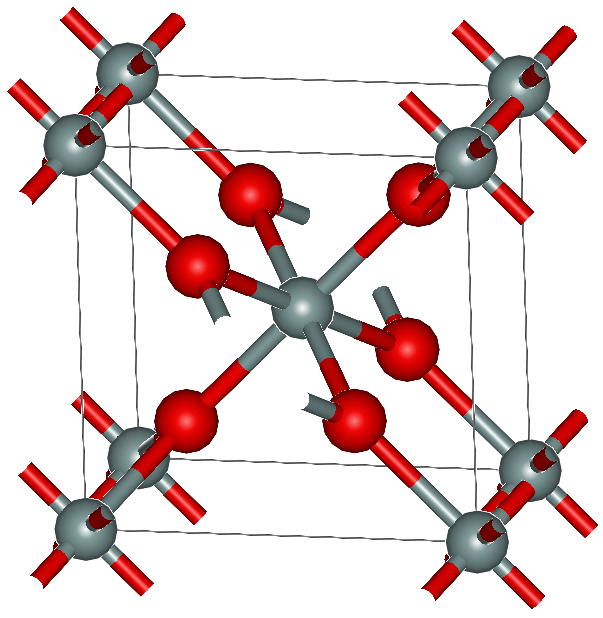
Estructura de la stishovita

La stishovita és un mineral de la classe dels òxids, polimorf del quars, la coesita, la tridimita i la cristobalita. és un polimorf d'alta pressió; es forma per sobre dels 1200 graus centígrads (C°) i uns 100 quilobars. Se sol trobar en cràters d'impacte meteorític afectats per metamorfisme d'impacte d'alta pressió. La seva localitat tipus es troba al Meteor Crater, Arizona, Estats Units.
El seu nom prové de Sergei Mikhailovich Stishov, un cristal·lògraf de l'Acadèmia de les Ciències de Moscou, Rússia, que va ser qui va sintetitzar el compost per primer cop l'any 1962.